# Certamen Ciceronianum Arpinas
 (avril 2019).
Si vous disposez d'ouvrages ou d'articles de référence ou si vous connaissez des sites web de qualité traitant du thème abordé ici, merci de compléter l'article en donnant les références utiles à sa vérifiabilité et en les liant à la section « Notes et références ».
Le Certamen Ciceronianum Arpinas (« Concours Cicéronien d'Arpino ») est une compétition internationale autour de la langue latine, à laquelle sont invités à participer les étudiants du monde entier de dernière année de lycée. L'épreuve soumise aux participants consiste en la traduction et le commentaire d'un extrait d'une œuvre de Cicéron.
Chaque année, le concours se déroule en mai, à Arpino, la ville natale de Cicéron. Outre l'épreuve elle-même, l'équipe organisatrice propose, durant les quatre journées sur lesquelles s'étale la compétition, des activités en lien avec la littérature et la langue latine, des concerts, des visites guidées.

## Histoire
Le concours naît en 1980, sous l'initiative de Ugo Quadrini, alors directeur du lycée "Tulliano" (it) à Arpino. Cette première année, le concours n'est encore que régional, il faudra attendre 1981 pour qu'il concerne l'Italie entière et, petit à petit, d'année en année, il s'étend au niveau international. Chaque pays participant est libre de choisir comment il sélectionne ses étudiants pour le représenter, mais seuls deux pays, la Belgique et le Luxembourg, les choisissent par le biais d'un concours interne. Le Certamen a reçu le soutien de la Présidence de la République italienne.
À cause de la pandémie de Covid-19, le concours a été, pour la première fois de son histoire, annulé en 2020, alors que devait se tenir la quarantième édition.

## Objectif
Promouvoir la connaissance de la langue latine et de sa culture est, bien sûr, un objectif important du Certamen, mais il cherche surtout à rassembler des jeunes venus du monde entier et à créer des liens entre eux, autour de cette passion commune. En 2018, 164 étudiants venus de 97 lycées, de 13 pays différents, ont participé au concours.

## Les vainqueurs
Sur les 43 éditions qui se sont déjà déroulées, 35 ont été remportées par un étudiant italien, 5 par un allemand, 1 par une suisse, 1 par un hongrois et 1 par un polonais.
| Liste des vainqueurs du Certamen Ciceronianum Arpinas (mis à jour le 11 novembre 2024) |         |                            |                                                                  |
| Année                                                                                  | Édition | Vainqueur                  | Provenance                                                       |
| 2024                                                                                   | XLIII   | Lucia Zamberletti          | Lycée "Ernesto Cairoli" de Varese                                |
| 2023                                                                                   | XLII    | George Löhnig              | Lycée "Albertus-Magnus" de Regensburg (Allemagne)                |
| 2022                                                                                   | XLI     | Matteo Palandri Raggi      | Lycée Classique et Scientifique "Parentucelli Arzelà" de Sarzana |
| 2021                                                                                   | XL      | Arnold Wöhrman             | Lycée "Wilhelms" de Munich (Allemagne)                           |
| 2020                                                                                   | -       | -                          | -                                                                |
| 2019                                                                                   | XXXIX   | Leonardo Monni             | Lycée Classique "Tacite" de Rome                                 |
| 2018                                                                                   | XXXVIII | Giovanni Franco            | Lycée Classique "L.A. Muratori- San Carlo" de Modène             |
| 2017                                                                                   | XXXVII  | Giacomo Troiano            | Lycée Classique "Augusto" de Rome                                |
| 2016                                                                                   | XXXVI   | Mariachiara Arminio        | Lycée Scientifique "A. Calini" de Brescia                        |
| 2015                                                                                   | XXXV    | Francesca Di Giovanni      | Lycée "V. Alfieri" de Turin                                      |
| 2014                                                                                   | XXXIV   | Jacopo Quaglierini         | Lycée "Virgilio" de Empoli                                       |
| 2013                                                                                   | XXXIII  | Nico Alfieri               | Lycée "M. Pagano" de Campobasso                                  |
| 2012                                                                                   | XXXII   | Jakob Rappenglück          | Lycée "Wilhelms" de Munich (Allemagne)                           |
| 2011                                                                                   | XXXI    | Glauco Schettini           | Lycée Classique "T. Mamiani" de Rome                             |
| 2010                                                                                   | XXX     | Enrico Grenga              | Lycée "D. Alighieri" de Latina                                   |
| 2009                                                                                   | XXIX    | Ilaria De Regis            | Lycée "Casiraghi" de Cinisello Balsamo                           |
| 2008                                                                                   | XXVIII  | Alice Parialò              | Lycée "Maurolico" de Messine                                     |
| 2007                                                                                   | XXVII   | Roberto Tonelli            | Lycée "L.A. Muratori" de Modène                                  |
| 2006                                                                                   | XXVI    | Elia Rudoni                | Lycée "C. Alberto" de Novare                                     |
| 2005                                                                                   | XXV     | Giovanni Merlo             | Lycée "E. Montale" de San Donà di Piave                          |
| 2004                                                                                   | XXIV    | Barbara Schellhaas         | Lycée "N. Cusanus" de Bergisch Gladbach (Allemagne)              |
| 2003                                                                                   | XXIII   | Alessandro Tomas           | Lycée "M. Morelli" de Vibo Valentia                              |
| 2002                                                                                   | XXII    | Emanuele Riccardo D'Amanti | Lycée "S. Canizzaro" de Vittoria                                 |
| 2001                                                                                   | XXI     | Giacomo Maria Leoni        | Lycée "Niccolini-Guerrazzi" de Livourne                          |
| 2000                                                                                   | XX      | Marco Di Nardo             | Lycée "C. Beccaria" de Milan                                     |
| 1999                                                                                   | XIX     | Myriam Schleiss            | Gymnase "de Burier" de La Tour de Peilz (Suisse)                 |
| 1998                                                                                   | XVIII   | Guido D'Alessandro         | Lycée "Imbriani" de Pomigliano D'Arco                            |
| 1997                                                                                   | XVII    | Marco Cerasoli             | Lycée "B. Da Norcia" de Rome                                     |
| 1996                                                                                   | XVI     | Andrea Cavanna             | Lycée "A. Monti" de Quiers                                       |
| 1995                                                                                   | XV      | Rita Kopeczky              | Lycée "Patrona Hunghariae" de Budapest (Hongrie)                 |
| 1994                                                                                   | XIV     | Daniele Filippi            | Lycée "G. Carducci" de Milan                                     |
| 1993                                                                                   | XIII    | Massimo Di Maio            | Lycée "Plinio Seniore" de Castellammare di Stabia                |
| 1992                                                                                   | XII     | Chiara Povero              | Lycée "F. Porporato" de Pignerol                                 |
| 1991                                                                                   | XI      | Francesco Bosco            | Lycée "E. Repetti" de Carrare                                    |
| 1990                                                                                   | X       | Thomas Rüfner              | Lycée "Vinzenz Pallotti Kolleg" de Rheinbach (Allemagne)         |
| 1989                                                                                   | IX      | Roman Sosnawski            | Lycée "E. Plater" de Sosnowiec (Pologne)                         |
| 1988                                                                                   | VIII    | Maria Zanichelli           | Lycée "L. Ariosto" de Reggio d'Émilie                            |
| 1987                                                                                   | VII     | Livio Trusolino            | Lycée "M. D'Azeglio" de Turin                                    |
| 1986                                                                                   | VI      | Simone Saccaro             | Lycée "L. Galvani" de Bologne                                    |
| 1985                                                                                   | V       | Gabriele Altana            | Lycée "V. Monti" de Césène                                       |
| 1984                                                                                   | IV      | Cristina Biassinutto       | Lycée "A. Pigafetta" de Vicence                                  |
| 1983                                                                                   | III     | Nicola Fossati             | Lycée "G. Galilei" de Pise                                       |
| 1982                                                                                   | II      | Michele Colonna            | Lycée "La Farina" de Messine                                     |
| 1981                                                                                   | I       | Emilio Girino              | Lycée "C. Balbo" de Casale Monferrato                            |